# Nneka (Vorname)
Nneka ist ein weiblicher Vorname.
Er stammt aus der Sprache Igbo aus dem Südosten Nigerias und hat die Bedeutung Mutter ist die Oberste/die Höchste, wobei nne für Mutter steht.

## Namensträgerinnen
- Lesley Nneka Arimah (* 1983), nigerianische Autorin
- Judith Nneka Chime (* 1978), nigerianische Fußballspielerin, siehe Judith Chime
- Nneka Egbuna (* 1980), nigerianische Hip-Hop/Soul-Sängerin, siehe Nneka
- Ogonna Nneka Nnamani (* 1983), US-amerikanische Volleyballspielerin, siehe Ogonna Nnamani
- Nneka Ogwumike (* 1990), US-amerikanische Basketballspielerin
- Francisca Nneka Okeke (* 1956), nigerianische Physikerin
- Nneka Okpala (* 1988), nigerianische Leichtathletin
- Nneka Onyejekwe (* 1989), rumänische Volleyballspielerin
- Nneka Ukuh (* 1987), nigerianische Leichtathletin